# Nemomydas loreni
Nemomydas loreni är en tvåvingeart som beskrevs av Welch 1991. Nemomydas loreni ingår i släktet Nemomydas och familjen Mydidae.
Artens utbredningsområde är Costa Rica. Inga underarter finns listade i Catalogue of Life.